# کراتروس

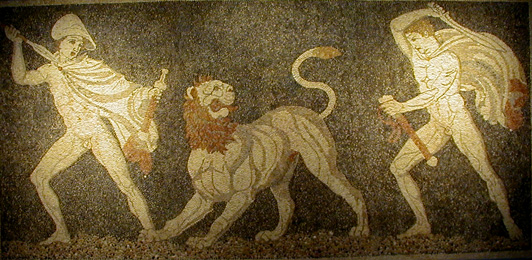
اسکندر و کراتروس در حال شکار شیر، موزائیکی در پلا

کراتروس (به یونانی: Κρατερός؛ ۳۷۰ تا ۳۲۱ پ. م) سردار مقدونی اسکندر کبیر و از دیادوخوی (جانشینان) او بود.
او پسر اشراف‌زاده‌ای مقدونی به نام اسکندر اورستیسی و برادر دریاسالار آمفوتروس بود. کراتروس فالانکس و پیاده‌نظام سمت چپ را در نبرد ایسوس به سال ۳۳۳ پ. م فرماندهی کرد. در هیرکانیه او مأمور شد مقابل تپوریان بایستد و این نخستین باری بود که مستقلاً بر ارتش مقدونیه فرمان راند. در نبرد رود هوداسپس (۳۲۶ پ. م، در نزدیکی رود جهلم امروزی) او فرماندهی پس‌قراول را بر عهده داشت؛ سپاهیان او در کرانهٔ غربی رود ماندند و تنها در مراحل پایانی نبرد از رود گذشتند.
در ازدواج دسته‌جمعی شوش، کراتروس با آماستریس، دختر هخشتره و برادرزادهٔ داریوش سوم، ازدواج کرد. کراتروس و پولوپرخون موظف شدند تا ۱۱٬۵۰۰ کهنه‌سرباز را به مقدونیه بازگردانند. کراتروس در کیلیکیه در حال آماده‌ساختن ناوگان دریایی بود که اسکندر ناگهان در بابل درگذشت.
کراتروس در سال ۳۲۲ پ. م در جنگ لامیاک علیه آتن به یاری آنتیپاتر شتافت. او با ناوگانی از کیلیکیه به یونان بادبان کشید و سربازانش را در نبرد کرانون به سال ۳۲۲ پ. م فرماندهی کرد. وقتی آنتیگون یکم بر ضد پردیکاس و ائومنس علم طغیان برکشید، کراتروس به همراه آنتیپاتر و بطلمیوس بدو پیوستند. او با دختر آنتیپاتر، فیلا، پیمان زناشویی بست. در سال ۳۲۱ پ. م، جایی در نزدیکی تنگهٔ داردانل، در نبردی علیه ائومنس، کراتروس از اسبش افتاد و بدین ترتیب کراتروس درگذشت.